# Kalcytriol
Kalcytriol (łac. Calcitriolum; 1,25-dihydroksycholekalcyferol, 1,25(OH)2D3) – organiczny związek chemiczny, aktywna forma witaminy D3; powstaje przez hydroksylację witaminy D3 w pozycji 25 w wątrobie przez hydroksylazę 25-hydroksykalcyferolu i w pozycji 1 w nerkach (witamina D może być również hydroksylowana w pozycjach 24 i 25, ale taka forma jest mniej aktywna).
Kalcytriol jest hormonem zwierzęcym kontrolującym gospodarkę wapniowo-fosforanową organizmu. Powoduje zwiększenie absorpcji wapnia i fosforanów w układzie pokarmowym, zwiększenie ich absorpcji zwrotnej w kanalikach nerkowych, a jednocześnie hamuje wydzielanie parathormonu (PTH). Wzmaga resorpcję kości (co przyspiesza ich przebudowę). Jest powszechnie stosowany w leczeniu hipokalcemii i osteoporozy. Okres półtrwania kalcytriolu wynosi 15 h.

## Biosynteza
1,25-dihydroksycholekalcyferol powstaje w nerkach wskutek 1-α-hydroksylacji 25-OH-D3. 1-α-hydroksylacja jest zwiększana poprzez aktywność PTH. Jest najbardziej aktywny biologicznie spośród metabolitów witaminy D.
Syntezę 1,25(OH)2D3 pobudza PTH, hipofosfatemia i hipokalcemia, natomiast hamuje: hiperfosfatemia, hiperkalcemia oraz niedobór PTH.
Zmniejszenie syntezy kalcytriolu może wskazywać na niedoczynność przytarczyc; zwiększenie (skutkujące hiperkalcemią i hiperfosfatemią) – m.in. na nadmierną podaż witaminy D z pokarmem lub nadmierną produkcję przez ziarniniaki.

## Diagnostyka
Poziom kalcytriolu oznacza się w celach diagnostycznych w chorobach kości (krzywica, osteopenia) oraz w różnicowaniu hiperkalcemii. Wraz z oznaczeniem 25-OH-D3 jest najlepszym wskaźnikiem stanu gospodarki witaminy D.
W zależności od metody oznaczenia oraz norm laboratoryjnych wartości prawidłowe zawierają się w granicach 50-150 pmol/l (20-60 pg/ml).

## Działanie
1,25-dihydroksycholekalcyferol jest jednym z elementów układu regulującego prawidłowe stężenie wapnia w osoczu. Uczestniczy w procesach mineralizacji kości, zjawiskach odpornościowych oraz różnicowaniu komórek.
Wykazuje bezpośrednie działanie hamujące na wydzielanie PTH przez przytarczyce oraz uwrażliwia je na działanie hamujące wapnia.
Kalcytriol w obecności PTH nasila osteolizę kości. W jelitach, również w obecności PTH, zwiększa wchłanianie wapnia i fosforu. Podobny wpływ na wchłanianie wapnia i fosforanów wywołuje w nerkach.
Niedobór kalcytriolu (i wywoływana przez to hipokalcemia) pojawiający się wcześnie w przebiegu przewlekłej choroby nerek gra istotną rolę w rozwoju wtórnej nadczynności przytarczyc.